# The Brussels Times
The Brussels Times è un sito web di notizie e periodico belga in lingua inglese, con sede in Avenue Louise a Bruxelles. Il periodico fu fondato nel 1965.
Si occupa di notizie del Belgio e di molti paesi europei. È ora il più grande organo di informazione che si rivolge alla comunità di espatriati in Belgio.
Il media è di proprietà di BXL Connect.
Il sito digitale prevede un soft paywall e il periodico cartaceo è in vendita nei negozi ed è disponibile per l'abbonamento.

## Storia
The Brussels Times fu fondato nel 1965 come quotidiano broadsheet. Nel 2014, il media e il marchio sono stati rilanciati con un nuovo design e una nuova strategia adattati all'era digitale. Gli articoli pubblicati dal Brussels Times che descrivono in dettaglio episodi di razzismo o omofobia in Belgio sono stati ripresi da PinkNews nel 2019, dall'agenzia Anadolu nel 2023, e dal Maeil Business Newspaper nell'agosto 2024.

## Rivista
The Brussels Times pubblica una rivista bimestrale che viene venduta e distribuita alle istituzioni e alle ambasciate europee in tutta la città, ed è venduta in oltre 300 location in Belgio.
Il Brussels Times magazine si concentra su storie riguardanti Bruxelles e il Belgio, trattando di politica, arte, storia, cucina, sport e altri argomenti. Attualmente è curato dal corrispondente di Bruxelles presso The i, Leo Cendrowicz. Le ultime copertine della rivista sono state illustrate dal fumettista belga Lectr.

## Sito web
Nel maggio 2019 sono state apportate modifiche al logo e al sito web del Brussels Times. Le sezioni e le newsletter includono:
- Brussels Behind The Scenes
- Belgium in Brief
- EU Policy Rundown
- The Recap